# Malzfabrik Landsberg
Die Malzfabrik Landsberg ist eine familiengeführte handwerkliche Mälzerei und seit 1995 die Hausmälzerei der Brauerei Landsberg in Landsberg im Sachsen-Anhaltischen Saalekreis. Die 1871 als Actien-Malzfabrik Landsberg gegründete Malzfabrik ist das älteste heute noch tätige Unternehmen der Stadt Landsberg.

## Geschichte

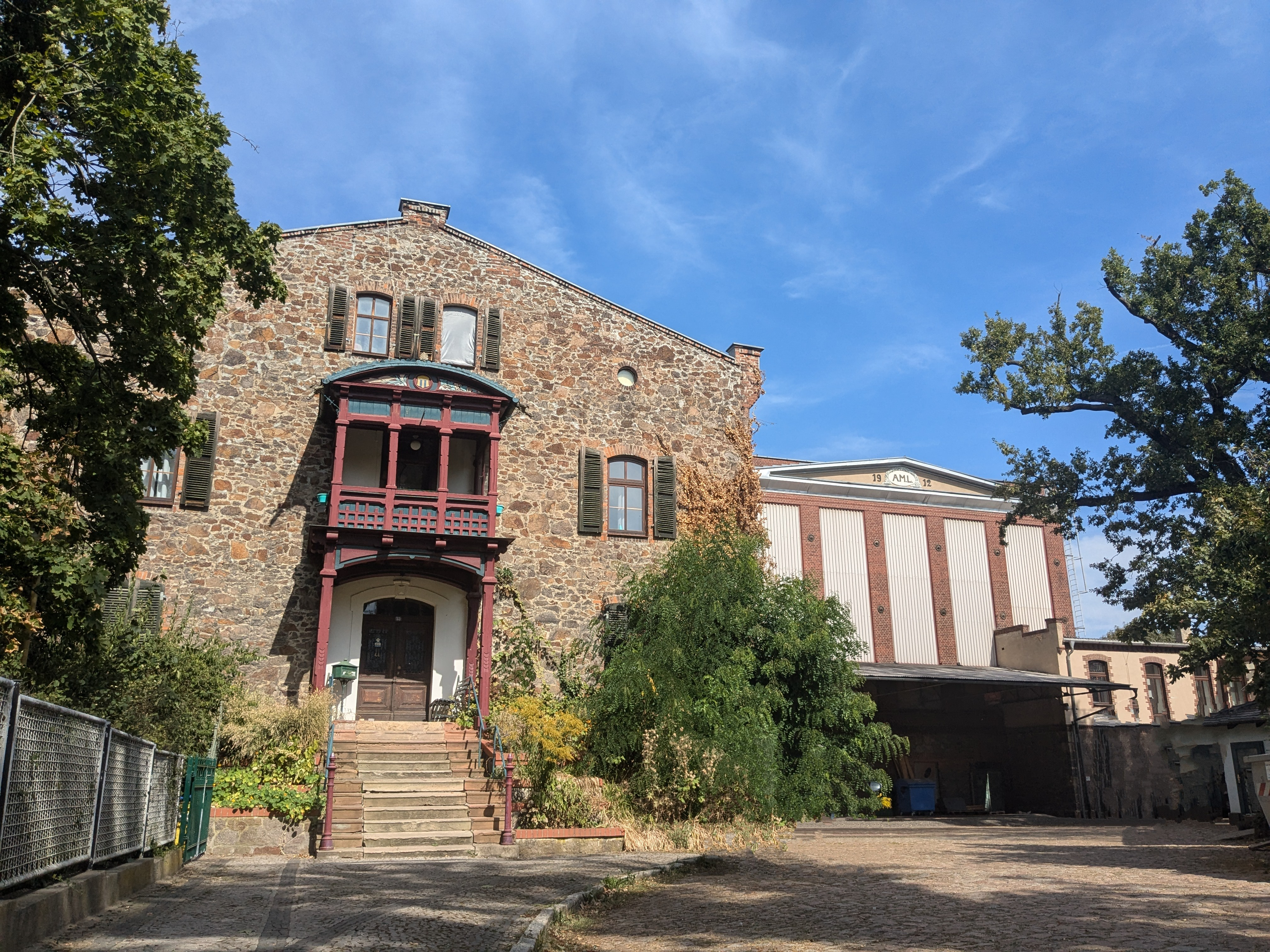
Denkmalgeschützte Villa der Malzfabrik, 2024

### Bis 1990
Die Malzfabrik Landsberg wurde 1871 in der Landsberger Bahnhofstraße als Actien-Malzfabrik Landsberg (ab etwa 1880 Aktien-Malzfabrik Landsberg) von Gutsbesitzern und Kaufleuten gegründet.
Die Aktienmehrheit an der späteren Aktien-Malzfabrik Landsberg hielt Anfang der 1930er die Mälzereigruppe Boehm & Reitzenbaum Berlin. Die Aktien-Malzfabrik Landsberg hatte unter anderem ein Niederlassung in Bad Freienwalde und erwarb im Laufe der Jahre die Freienwalder Malzfabrik AG, die Uebersee-Exportmalzfabrik GmbH in Wismar, die Malzfabrik Leutersdorf und die tschechoslowakische Malzfabrik Milchspeiser & Katscher in Eiwanowitz in der Hanna. Sie hatte Beteiligungen an der Hanna-Malzfabrik AG in Hohenstadt und war mit einem Anteil von 63 Prozent Großaktionär der Münchener Export Malzfabrik München AG, die sie 1937 komplett übernahm.
Im Jahr 1930 lag das Aktienkapital bei 2 Millionen Reichsmark. Ab Mitte der 1930er Jahre galt die Aktien-Malzfabrik Landsberg als größte deutsche Malzfabrik. Im Jahr 1937 gingen etwa 75 % der Aktien von der Mälzereigruppe Boehm & Reitzenbaum Berlin auf eine andere zu diesem Zeitpunkt nicht benannte Unternehmensgruppe über. Am 21. Dezember 1938 berichtete die Frankfurter Zeitung (Frankfurt a.M.), dass die Aktien der Aktien-Malzfabrik Landsberg sowie das Unternehmen von der Deutschen Maizena-Werke AG übernommen wurden. Die Aktien-Malzfabrik Landsberg hatte 1940 eine Jahreskapazität von 20.000 Tonnen. Im Jahr 1941 wurde das Aktienkapital auf 4 Millionen Reichsmark (4000 Stammaktien mit einem Nennwert von jeweils 1000 Reichsmark) erhöht.
Während des Zweiten Weltkriegs und in den ersten Jahren nach 1945 wurden die Darren der Mälzerei zum Trocknen von Obst, Gemüse sowie Heil- und Gewürzkräutern genutzt und es wurde Roggenmalz zur Streckung von Kakao hergestellt. Nach der Zerschlagung der Aktiengesellschaft und der bisherigen Unternehmensstruktur wurde die Produktion der Mälzerei Landsberg nur noch in den Räumlichkeiten der ursprünglichen Mälzerei in der Landsberger Bahnhofstraße fortgeführt. Nach der Enteignung der Mälzerei firmierte sie ab 1949 zunächst als VEB Malzfabrik Landsberg, der ab 1951 die eigentliche Malzproduktion wieder aufnehmen konnte und später bis 1990 als Betriebsteil II des VEB Brauerei und Malzfabrik Köthen im VEB Getränkekombinat Dessau.

### Ab 1991
Der aus Landsberg stammende vorherige Produktionsleiter des VEB Getränkekombinat Dessau, Christoph Thormann, übernahm den ehemaligen VEB Malzfabrik Landsberg 1991 von der Treuhandanstalt und gliederte ihn zum 29. Januar 1992 in eine GmbH um. Im selben Jahr hatte sie bereits wieder eine Jahreskapazität von ca. 18 000 Tonnen.
Am 19. Januar 1995 richtete Thormann auf dem Gelände parallel zur Malzfabrik die Brauerei Landsberg ein. Die Malzfabrik Landsberg dient seitdem der Brauerei Landsberg als eigene Hausmälzerei. Seit 2007 existiert eine Kooperation mit der DURST MALZ – Heinrich Durst Malzfabriken GmbH & Co. KG aus Bruchsal.
Im Jahr 2008 übernahm Thormann die sächsische Brauerei Böhmisch Brauhaus Großröhrsdorf und später die Brauerei Bürgerliches Brauhaus Nordhausen (früher VEB Roland-Bräu).
Das Unternehmen besteht 2024 in den Gebäuden der Malzfabrik in der Landsberger Bahnhofstraße aus der Malzfabrik Landsberg GmbH, deren Geschäftsführer Jenny Thormann und Cem Schwarz-Thormann sind und der Brauerei Landsberg GmbH, deren Geschäftsführerin seit 2013 die Diplomingenieurin für Brauerei- und Getränketechnologie und Tochter von Christoph Thorman, Jenny Thormann ist. Neben den Geschäftsführern gehören weitere Familienmitglieder, wie die Braumeisterin Sandra Thormann und Claudia Thormann-Abst zum Unternehmen.
Die Mälzerei sowie die Brauerei nutzen die seit 1996 geschützte Wort-Bild-Marke Landsberger unter anderem für die Klassen „Malz für Brauereien und Brennereien“ sowie „Biere“.
Die noch vorhandenen Bauten aus dem Jahr der 1871, die Villa und Produktionsgebäude aus dem Jahr 1912 sowie die Wohngebäude für die Angestellten in der Bahnhofstraße 7, 8, 9, 10, 11, 12, 32 und 33 stehen als Denkmalbereich unter Denkmalschutz.

#### Mälzerei
Die Malzfabrik beschäftigt durchschnittlich zwischen 15 und 20 Mitarbeiter. Neben der Malzproduktion für die Brauerei Landsberg beliefert sie verschiedene Brauereien bundesweit mit Malz.

#### Brauerei

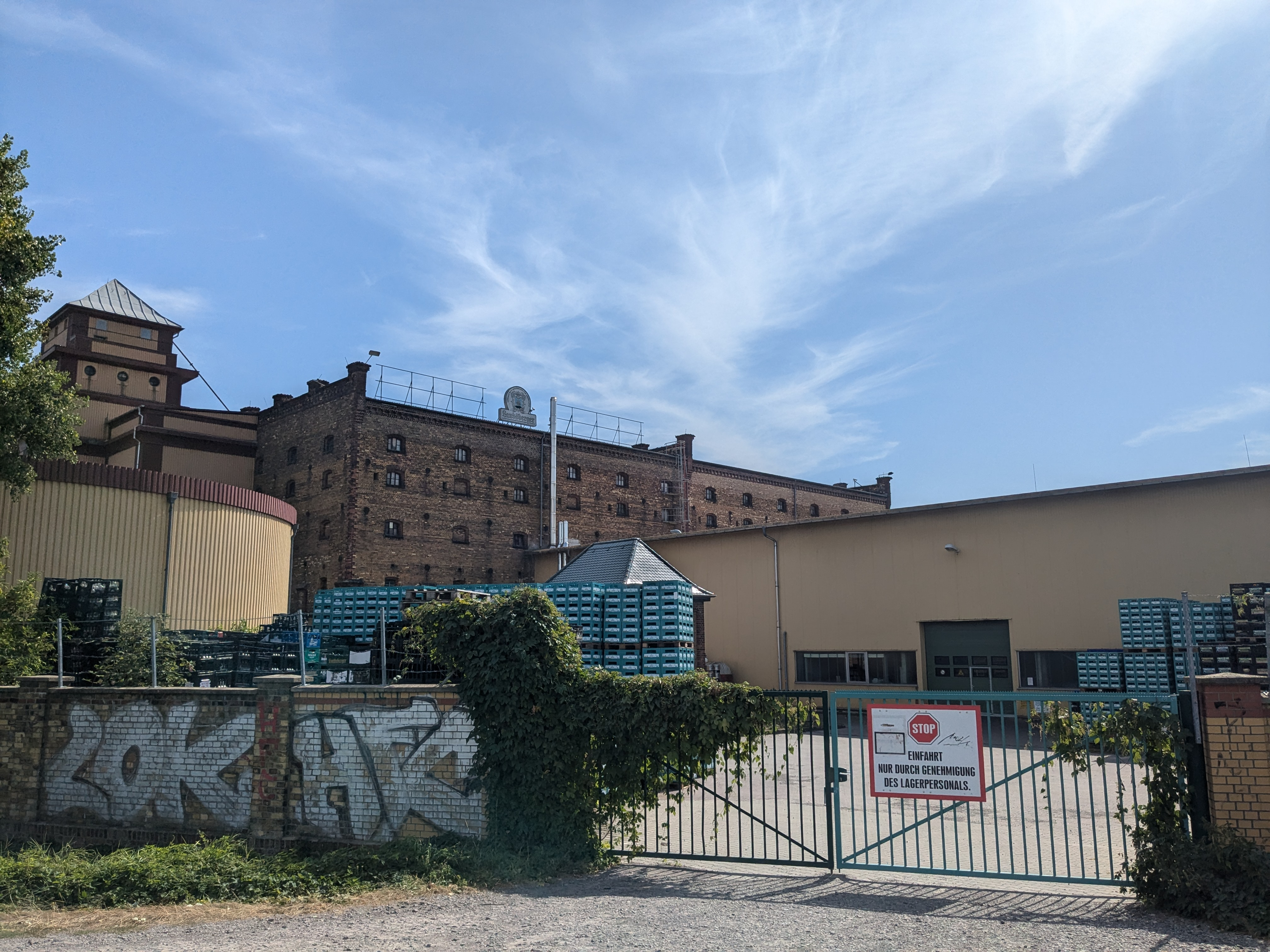
Rückseite der Brauerei, 2024

Die Brauerei beschäftigt durchschnittlich 30 Mitarbeiter. und ist, nach der Hasseröder Brauerei, die zweitgrößte und nur eine von fünf Brauereien (Gasthausbrauereien nicht eingerechnet) in Sachsen-Anhalt. Sie trat 2010 erstmals zur Internationalen Grünen Woche in der Länderhalle bzw. Sachsen-Anhalt-Halle an. Seit 2018 präsentiert sich der Saalekreis mit eigenem Stand, wobei dort die Brauerei Landsberg als Zugpferd gilt. Sie war 2018 neben der Hasseröder Brauerei mit Sachspenden im Rahmen von „Kulinarisches Sachsen-Anhalt“ Sponsor der Kultursommernacht der Landesvertretung Sachsen-Anhalt in Berlin. Neben der Getränkeproduktion vermietet die Brauerei Ausschankzubehör sowie verwendungsfertige Ausschankanlagen und errichtet und wartet Bierschankanlagen. Auf dem Brauereigelände wurde der Gasthof Landsberger Brauerstube betrieben, und es werden Brauereiführungen angeboten. Für Festumzüge betreibt die Brauerei einen „rollenden Biergarten“.
Neben der Herstellung eigener Stammsorten und verschiedener Fest- und Spezialbiere ist die Brauerei auch als Lohnabfüller tätig. Im Jahr 2014 füllte sie unter anderem „Zeitzer Grottenbräu“, „Merseburger Kellerbräu“ sowie „Nordhäuser Premium Pils“ und „Oschatzer Premium Pils“ ab. Ab 2010 braut und füllt sie das Bier der Berliner Marke „Bier“ ab und ab 2016 füllte sie, neben der Klosterbrauerei Neuzelle, die Biere der Berliner Craft Beer Brauerei BRŁO Brwhouse ab.
Im Jahr 2018 erfolgte eine Umstellung des Markenauftritts. Seit 2019 braut Landsberger Rammsteiner Pilsner, das offizielle Band- bzw. Merchandise-Bier der Band Rammstein. Im Jahr 2024 besteht das Sortiment aus verschiedenen Festbieren für die Stadt Halle (Saale) und Merseburg sowie folgenden Stammsorten:
- Helles: Helle Gans
- Pilsner Bier: Stolzer Hahn
- Schwarzbier: Zarte Henne
- Zwickelbier: Bunter Hund
- Exportbier: Schräger Vogel
- Bockbier Dunkel: Sanfter Ochse
- Bockbier Hell: Starke Sau
- Maibock: Freche Ziege
- Fassbrause: Süßer Krabbler (Himbeergeschmack) und Süßer Frosch (Waldmeistergeschmack)

Im Jahr 2018 meldete die Red Bull GmbH Ansprüche aus dem Markenrecht an, woraufhin sich die Brauerei Landsberg mit Red Bull außergerichtlich mit einer Namensänderung von Sanfter Bulle zu Sanfter Ochse einigte und der Verkauf von Sanfter Bulle zum 31. Dezember 2018 endete. Im darauffolgenden Jahr meldete Feinkost Käfer ebenfalls Markenrechte am Begriff Süßer Käfer an, was zu einer Namensänderung in Süßer Krabbler führte.

## Markenauftritt und Produktverbreitung
Die Malzfabrik und Brauerei positionieren sich gemeinsam unter der Marke Landsberger als regionale handwerkliche Alternativen zu industriellen Mälzereien, Großbrauereien sowie Brauereigruppen. Die Rohstoffe beziehen beide Unternehmen nach eigener Aussage bei Gerste von den Bauern aus der Umgebung und den Hopfen aus einem der sieben wichtigsten deutschen Anbaugebiete dem Elbe-Saale-Anbaugebiet. Auf die Verwendung von industriellen Hopfenextrakt wird verzichtet. Das Wasser wird aus einem eigenen Tiefbrunnen auf dem Firmengelände gefördert. Die Entfernung zu den Lieferanten und Landwirten soll maximal 80 Kilometer betragen.
Die Malzfabrik beliefert neben der Brauerei Landsberg bundesweit verschiedene Brauereien.
Die Getränke der Brauerei werden in Teilen Sachsen-Anhalts sowie im nordöstlichen Sachsen um Leipzig im Getränke-Einzelhandel sowie in verschiedenen Supermärkten und in Tankstellen angeboten.
Von November 2017 bis September 2018 erfolgte mit Förderung durch den Europäischen Fonds für regionale Entwicklung die Umstellung auf einen neuen Markenauftritt. Der offizielle Werbeslogan der Marke ist Mit Liebe Landgemacht.

## Mitgliedschaften
Die Mälzerei und die Brauerei sind Mitglied im Berufsverband Deutscher Braumeister- und Malzmeister-Bund (DBMB), Cem Schwarz-Thormann ist Mitglied des Beirats des DBMB und die Brauerei ebenfalls Mitglied im Brauring, einer Kooperationsgesellschaft privater Brauereien aus Deutschland, Österreich und der Schweiz.